# Cronus
Cronus (tiếng Hy Lạp: Κρόνος; còn gọi là Kronos) là một vị thần trong thần thoại Hy Lạp. Thần là con út của Uranus và Gaia, và là một trong 12 Titan. Vị thần Saturn trong thần thoại La Mã được coi là tương đương với Cronus.

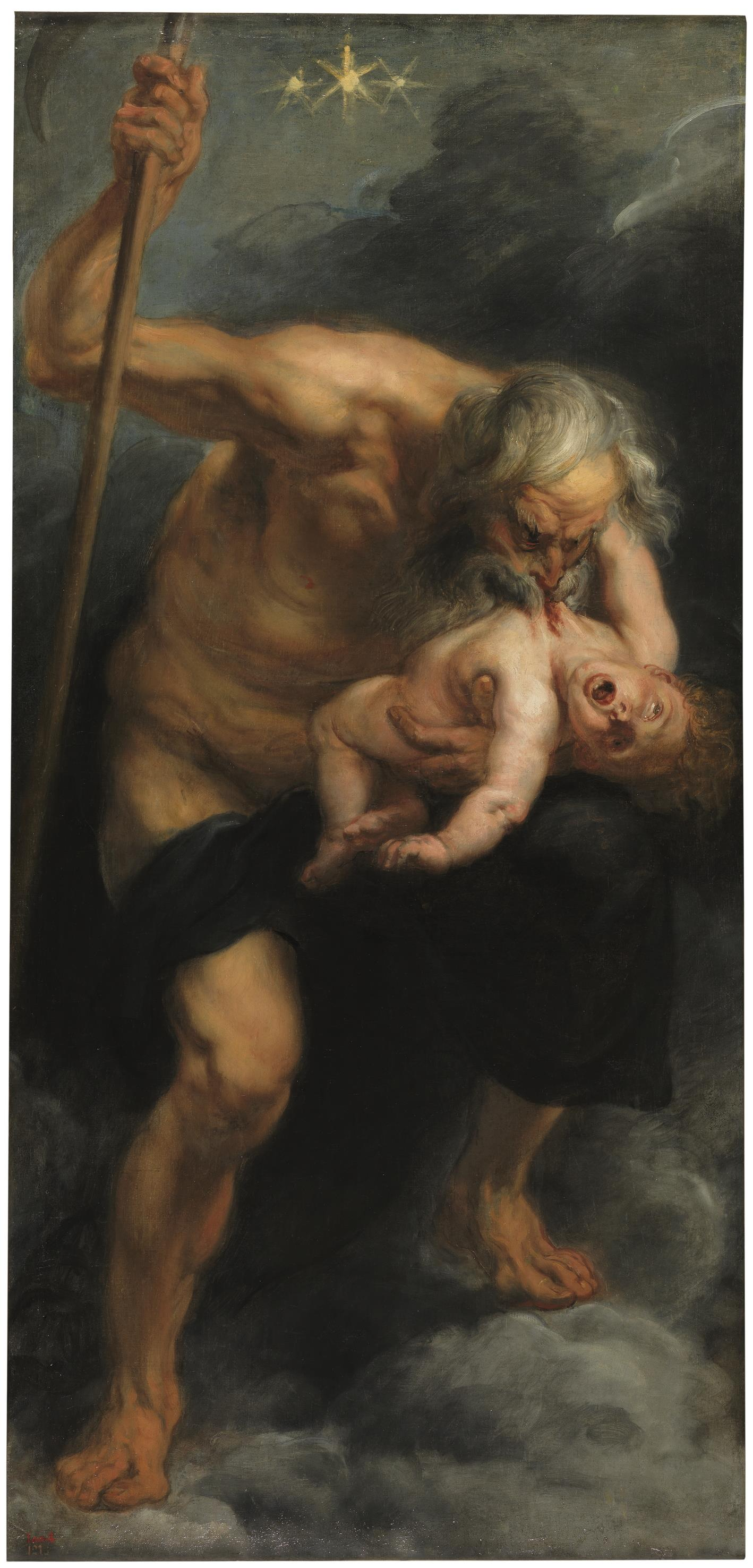
Cronus nuốt con trai là thần biển cả Poseidon

## Hình tượng
Ông lật đổ cha mình là Uranus và trị vì trong thời gian Golden Apple cho đến khi bị con của ông lật đổ lại và bị đày xuống Tartarus và sau đó được gửi đi thống trị Elysian Field. Khi Gaia tìm đến những người con Titan của mình để cắt đứt dương vật của Uranus, chỉ có một mình Cronus dám nhận công việc ấy. Sau khi cứu thoát cho các Cyclops và Hecatonchire, Cronus lại có xích mích với họ và lại đẩy họ xuống Tartarus (địa ngục). Hành động ấy khiến Gaia bất bình vì Cyclops và Hecatonchire cũng là con của bà. Nữ thần truyền phán rằng sau này Cronus sẽ bị con đẻ của mình truất ngôi.
Cronus cưới Rhea là chị của mình làm vợ, sinh được 5 người con đầu là Hestia, Demeter, Hera, Poseidon và Hades nhưng đều bị Cronus nuốt hết cả vì sợ lời truyền phán của Gaia. Đến khi sắp sinh Zeus (thần Dớt), Rhea cầu xin Gaia chỉ cách. Gaia bảo Rhea sang đảo Crete sinh con rồi lấy tã cuốn vào một hòn đá để đưa cho Cronus, thay thế cho Zeus mới sinh. Cronus đã mắc lừa và nuốt cả hòn đá vào bụng.
Sau này, khi Zeus được nữ thần Metis chỉ cách cứu anh chị, Zeus nhờ Rhea cho Cronus uống thuốc mà Metis đưa. Quả nhiên, Cronus nôn hết những gì có trong bụng, kể cả hòn đá trá hình Zeus. Sau đó, cả sáu anh chị em đều chống lại Cronus. Cronus cuối cùng bị giam dưới vực thẳm Tartarus
Ngày thứ 7 trong tuần được coi là ngày của ông - Saturn's Day trong tiếng Anh hay hemera Khronu trong tiếng Hy Lạp